# حوزه انتخابیه زنجان و طارم
حوزهٔ انتخاباتی زنجان و طارم یکی از ۴ حوزه از حوزه‌های استان زنجان برای انتخابات مجلس شورای اسلامی است. این حوزه به مرکزیت زنجان، ۲ نماینده دارد.

## نمایندگاندوره یازدهم
مصطفی طاهری و مهدی باقری

## نمایندگان دوره دوازدهم
مصطفی طاهری و نبی اله محمدی

## پی‌نوشت و منبع
- «جدول حوزه‌های انتخابیه در انتخابات دهمین دورهٔ مجلس شورای اسلامی» (PDF). مرکز پژوهش و سنجش افکار صدا و سیما. بایگانی‌شده از اصلی (PDF) در ۵ اكتبر ۲۰۱۸. دریافت‌شده در ۲۶ ژوئن ۲۰۱۶. تاریخ وارد شده در |archive-date= را بررسی کنید (کمک)